# Bangana wui
Bangana wui е вид лъчеперка от семейство Шаранови (Cyprinidae).

## Разпространение
Видът е разпространен в Китай (Гуандун, Гуанси и Хайнан).

## Описание
На дължина достигат до 30,5 cm, а теглото им е максимум 3000 g.